# Yelena Dmitriyeva
Yelena Viktorovna Dmitriyeva (Astracán, 1 de julio de 1983) es una exjugadora rusa de balonmano, extremo izquierdo habitual y miembro clave de la selección que conquistó los Mundiales de 2007 y 2009, además de la plata olímpica en Pekín 2008.

## Trayectoria

### Clubes
Dmitriyeva se formó en las escuelas de Astracán y, con 15 años, firmó su primer contrato en el Qysylorda kazajo, con el que ganó la liga nacional.
En 2000 se incorporó al HC Lada Togliatti, conquistando las ligas rusas de 2002, 2003 y 2004 y la Recopa de Europa de 2002.
Fichó en 2004 por el ŽRK Budućnost Podgorica, donde acumuló dos ligas balcánicas (2005, 2006) y otra Recopa (2006).
Su regreso a Rusia se produjo en marzo de 2007 con el Zvezda Zvenigorod, con el que ganó la liga rusa (2007), la EHF Cup 2008 y la Champions League 2008, además de la Copa rusa 2009. Se retiró en 2013.

### Trayectoria de clubes
- 1998 – 2000:  Qysylorda
- 2000 – 2004:  HC Lada Togliatti
- 2004 – 2007:  ŽRK Budućnost Podgorica
- 2007 – 2013:  Zvezda Zvenigorod

### Selección
Entre 2001 y 2011 disputó más de cien partidos con la selección rusa. Fue campeona mundial en Francia 2007 y China 2009, y subcampeona olímpica en Pekín 2008, al caer ante Noruega 34-27.

## Premios y títulos

### Con la selección
- 2 × Medalla de oro en el Campeonato del Mundo (2007, 2009)
- 1 × Medalla de plata en los Juegos Olímpicos (2008)
- 1 × Medalla de bronce en el Europeo 2008[7]

### Con sus clubes
- 1 × Liga de Campeones de la EHF (2008)
- 1 × EHF Cup (2007)
- 2 x Recopa de Europa (2002, 2006)
- 4 × Liga rusa de balonmano femenino (2002, 2003, 2004, 2007)
- 2 × Liga de balonmano de Serbia y Montenegro (2005, 2006)
- 1 × Copa de Rusia de balonmano femenino (2009)[3]

## Vida personal
Dmitriyeva proviene de una familia ligada al balonmano, su madre y su hermana mayor, Olga, también jugaron. El técnico Evgueni Trefilov marcó decisivamente su carrera y, tras la retirada, se ha interesado por el periodismo deportivo.